# Gennadij Šatkov
Gennadij Ivanovič Šatkov (in russo Геннадий Иванович Шатков?; 27 maggio 1932 – 14 gennaio 2009) è stato un pugile sovietico che ha vinto la medaglia d'oro alle Olimpiadi di Melbourne 1956 nei pesi medi.

## Palmarès

### Olimpiadi
- 1 medaglia:
  - 1 oro (Melbourne 1956 nei pesi medi)

### Europei dilettanti
- 2 medaglie:
  - 2 ori (Berlino Ovest 1955 nei pesi medi; Lucerna 1959 nei pesi medi)